# 同囚
《同囚》（英語：With Prisoners），為2017年上映的香港電影，由游學修及關楚耀領銜主演，並由趙詠瑤、趙永洪、徐偉棟、喬寶寶、漢洋、郭奕芯、李國麟、譚嘉荃、麥以馬、岑珈其、何啟華主演，梁鴻華監製，黃國權執導。
《同囚》以香港囚犯人權爭議為題材，真人真事改編，後來在懲教署致函后刪去該等字眼。該片在香港被列為「第III級電影」。
《同囚》在香港上映後，引起外界對香港少年囚犯人權的關注。

## 故事大綱
故事以懲教人員虐待青年囚犯為主題。
古惑仔阿凡（游學修飾）因為與警察發生衝突，被判入勞教中心，入獄後三日，已經忍受不住獄中的殘暴對待而決定自殺。獲救後，靠著一份堅持要出獄探望病危外婆的信念，忍辱偷生，最後用最短服刑時間離開，期間阿凡看到與經歷到種種侮辱，更有同囚離奇死亡……

## 演員
| 演員   | 角色   | 角色簡介 |
| 游學修 | 梁奕凡 | 主角，編號363121，通稱阿凡。入勞教中心前為古惑仔。 |
| 關楚耀 | 徐子豪 | 主角，通稱豪sir。勞教中心主任及註冊社工。於勞教中心主任之中經驗最淺。由於是社工出身,因此認為不可以暴力對待囚犯。反而要以耐心和時間來引導少年犯重回正軌。 |
| 趙永洪 | 陳國富 | 通稱M. O. sir，勞教中心主任。 |
| 趙詠瑤 | 劉芊芊 | 梁奕凡女友 |
| 徐偉棟 | 葉天龍 | 通稱龍Sir。反黑組督察 |
| 喬寶寶 | 司徒康 | 勞教中心監督 |
| 漢洋   | 陳志樂 | 太平紳士 |
| 郭奕芯 | 吳詩曼 | 徐子豪太太 |
| 李國麟 | 古明達 | 通稱老鬼，勞教中心主任。 |
| 譚嘉荃 | 李醫生 | 心理醫生 |
| 麥以馬 | 張春輝 | 編號333168，通稱沙皮，囚友。 |
| 岑珈其 | 趙溢星 | 編號363114，通稱阿星，囚友。 |
| 梁志鵬 | 鮑浩隆 | 編號363075，通稱肥龍，囚友。 |
|        | 蔡佳周 | 編號358374，囚友。 |
|        | 蔡明溢 | 編號332343，囚友。 |

## 軼事
- 有份於該參與電影演出的麥以馬曾是真正的香港黑幫成員及被判入沙咀勞教中心受訓。
- 有份於該電影演出的喬寶寶曾經擔任香港懲教署二級懲教助理。

## 外部連結
- 香港影庫上《同囚》的資料（繁體中文）
- 互联网电影数据库（IMDb）上《同囚》的资料（英文）
- WMOOV電影：同囚 （页面存档备份，存于）
- 同囚Facebook專頁